# Observável
Na física e mais particularmente na física quântica, observável é uma propriedade do estado do sistema que pode ser determinado por uma sequência de operações físicas. Nos sistemas governados pela mecânica clássica, qualquer valor observável pode ser demonstrado por uma função de valor real no conjunto de todos os possíveis estados do sistema.
Observáveis com significados físicos precisam também satisfazer as leis de transformação que relacionam observações feitas por diferentes observadores em diferentes referenciais. Estas transformações são automórficas do estado espacial, elas são transformações bijectoras que preservam algumas propriedades matemáticas.

## Mecânica quântica
Na física quântica, a relação entre estado de sistema e o valor de um observável requer um pouco de álgebra linear para sua descrição. Na formulação matemática da mecânica quântica, estados são dados por vectores (mais propriamente, de raios - coleção de todos os vetores que compartilham de uma mesma direção) não nulos em um espaço de Hilbert V (onde dois vectores são considerados para especificar o mesmo estado se, e somente se, eles são múltiplos escalares entre si) e observáveis são dados pelo operador autoadjunto em V. Entretanto, como indicado abaixo, nem todo operador autoadjunto corresponde a um observável com significado físico. Para o caso de um sistema de partículas, o espaço V consiste de funções de onda ou vectores de estado quântico.
No caso de transformações na mecânica quântica, os automorfismos requeridos são unitários (ou antiunitários) lineares do espaço de Hilbert V. Sob a invariância de Galileu ou relatividade restrita, os referenciais matemáticos são particularmente simples e de facto restritos ao conjunto de observáveis com significados físicos.
Na mecânica quântica a medição dos observáveis exibem algumas propriedades não intuitivas. Especialmente se um sistema se encontra num estados descrito por um vector no espaço de Hilbert, o processo de medição afetará o estado de uma forma não determinística, mas de modo estatisticamente previsível. A natureza irreversível da operação de medição na física quântica é referida como problema da medição e é descrita matematicamente por operação quântica. Pela estrutura das operações quânticas esta descrição é matematicamente equivalente à interpretação de muitos mundos onde o sistema original é tratado como subsistema de um sistema maior e o estado do sistema original é dado pelo traço parcial do estado do sistema maior.
Cada variável dinâmica da mecânica quântica (isto é posição, momento translacional, momento angular orbital, spin, momento angular total, energia, etc.) é associado com um operador autoadjunto que age no estado do sistema quântico e no valor próprio correspondente para os possíveis valores da variável dinâmica. Por exemplo, suponha que {\displaystyle |a\rangle } é um vector próprio do observável {\displaystyle \mathbf {A} }, com valor próprio a, e ele existe no espaço de Hilbert com d dimensões, então
{\displaystyle \mathbf {A} }{\displaystyle |a\rangle } = {\displaystyle a} {\displaystyle |a\rangle .}
Esta equação diz que se uma medição é feita no observável {\displaystyle \scriptstyle \mathbf {A} } enquanto o sistema de interesse encontra-se no estado {\displaystyle \scriptstyle |a\rangle }, então o valor observado daquela medição especifica deve retornar o valor a. Entretanto, se o sistema de interesse encontra-se no estado {\displaystyle \scriptstyle |\phi \rangle \in {\mathcal {H}}}, então o valor a é retornado com probabilidade {\displaystyle \scriptstyle |\langle a|\phi \rangle |^{2}} (regra de Born).

## Incompatibilidade dos observáveis na mecânica quântica
Uma diferença crucial entre observáveis na mecânica clássica e na mecânica quântica é que pela mecânica quântica não se pode obter medições simultâneas infinitamente precisas de grandezas cujos observáveis sejam complementares. Isto é matematicamente expresso pela não comutatividade do operador correspondente, no sentido de que
{\displaystyle \mathbf {A} \mathbf {B} -\mathbf {B} \mathbf {A} \neq \mathbf {0} .}
Esta equação expressa a dependência das ordens que são feitas das medições dos observáveis {\displaystyle \scriptstyle \mathbf {A} } e {\displaystyle \scriptstyle \mathbf {B} }.

## Leitura recomendada
- Auyang, S (1995). How is Quantum Field Theory Possible. [S.l.]: Oxford University Press
- Mackey, G (1963). Mathematical Foundations of Quantum Mechanics. [S.l.: s.n.]
- Varadarajan, V (1985). The Geometry of Quantum Mechanics. [S.l.]: Springer-Verlag
- Ballentine, Leslie E (1998). Quantum Mechanics: A Modern Development. [S.l.]: World Scientific
- R. Blume-Kohout. «Lecture 14: {\displaystyle L^{2}(\mathbb {R} )} and Hilbert space. Wavefunctions, unbounded operators, and rigged Hilbert space». Consultado em 26 de outubro de 2008. Arquivado do original em 16 de setembro de 2009
- «Quantum state - Wikipedia»